# Bible de Lefèvre d’Étaples

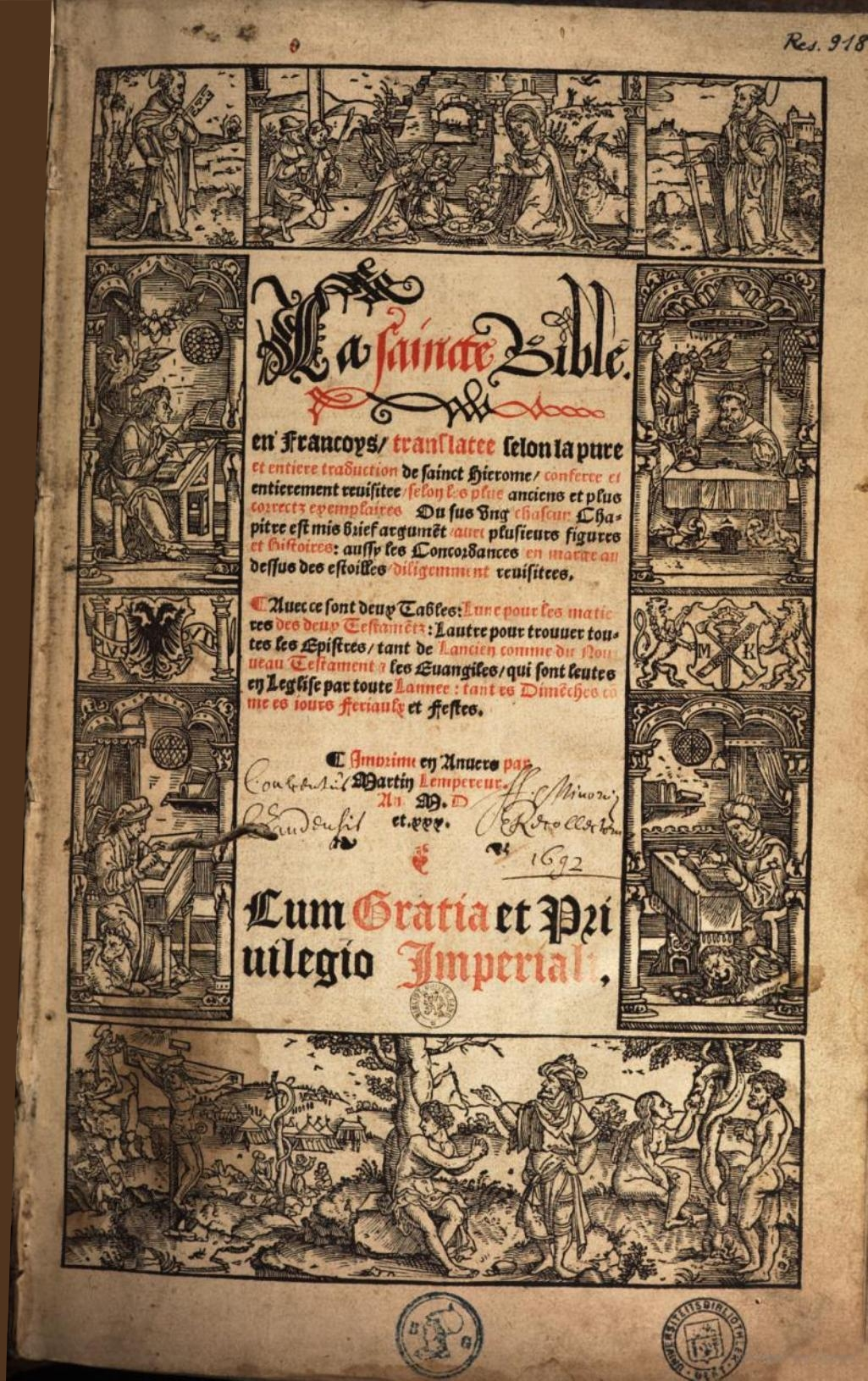
Deckblatt der Bible de Lefèvre d’Étaples, 1530

Bible de Lefèvre d’Étaples ist eine französische Bibelübersetzung des Theologen und Humanisten Jacques Lefèvre d’Étaples. 1530 wurde diese erste vollständige Bibelübersetzung in französischer Sprache veröffentlicht.

## Übersetzung
Jacques Lefèvre (Faber Stapulensis), der als Doktor an der Universität von Paris (Sorbonne) tätig war, begriff, dass es notwendig war, die Bibel in die Volkssprache zu übersetzen. Er begann Anfang der 1520er Jahre mit der Übersetzung des Neuen Testamentes ins Französische. Lefèvres Übersetzungstätigkeit begann also beinahe zeitgleich mit der von Martin Luther auf der Wartburg, doch im Gegensatz zu diesem nutzte er nicht die griechischen und hebräischen Grundtexte, sondern die Vulgata, wie auch schon bei vorlutherischen deutschen Bibeln. Einige wenige Bibelstellen korrigierte Lefèvre aber dennoch auf Basis des griechischen Grundtextes. Einer seiner Schüler, nämlich Guillaume Farel, soll ihm im Übrigen bei dieser Übersetzungstätigkeit geholfen haben. Im Jahr 1522 vollendete Lefèvre wohl  seine Übersetzung der vier Evangelien. Im selben Jahr veröffentlichte er einen Kommentar zu den Evangelien. 1523 veröffentlichte er, ohne eine Genehmigung, seine Übersetzung des Neuen Testaments in zwei Teilen, beim Drucker Simon de Colines. Die Doktoren der Universität Sorbonne verurteilten die Übersetzung der Bibel ins Französische. Gerichte ordneten die Verbrennung der Übersetzung an. Gleichzeitig schützte der französische König Franz I. Lefèvre offenbar vor weiterer Verfolgung, der jedoch dennoch 1525 Zuflucht in Straßburg suchte. 1528 vollendete er offenbar seine Übersetzung des Alten Testaments.
1530 veröffentlichte Lefèvre in Antwerpen schließlich seine vollständige Übersetzung der Bibel, welche ebenfalls zum Großteil nach der Vulgata übersetzt war. Nur im geringen Maße war sie aus dem Griechischen übersetzt. Ein Schüler von Jacques Lefèvre d’Étaples namens Pierre Robert Olivétan revidierte bald darauf die Bibelübersetzung nach den hebräischen und griechischen Grundtexten. Im Jahr 1534 veröffentlichte Lefèvre offensichtlich noch eine verbesserte Ausgabe des Neuen Testaments, von der dreiundzwanzig Auflagen erschienen. Die französische Bibelübersetzung wurde 1546 auf Grund der Nähe von Jacques Lefèvre d’Étaples zum Protestantismus auf den Index gesetzt. Lefèvres Bibelübersetzung fand in Frankreich, im Vergleich zu der von Martin Luther in Deutschland, eine wesentlich geringere Verbreitung.